# Saltstänk och krutgubbar
Saltstänk och krutgubbar är en svensk dramafilm från 1946 i regi av Schamyl Bauman.

## Handling
I Roslagen bor fiskaren Ericsson, en man med vissa brister, bland annat beträffande givmildhet och dryckesvanor. Sjömannen August Karlsson, som är bror till Ericssons fru, har skrivit ett brev där han meddelar att han kommer hem igen. August har kvinnokarlsrykte och hans hemkomst oroar bland andra skräddaren Nordström, då han vill ha sin dotter Alvida ifred.

## Om filmen
Filmen premiärvisades den 28 oktober 1946 på biograf Royal i Stockholm. Den bygger främst på Albert Engströms novell August Karlssons återkomst, som utspelar sig på 1910-talet, men även på några andra noveller av honom. Sven Nykvist var filmfotograf, och inspelningarna skedde kring Norrtälje. Filmen har visats vid ett flertal tillfällen i SVT, bland annat i juli 2019.

## Rollista i urval
- Sigurd Wallén – Ericsson
- John Elfström – August Karlsson
- Ludde Gentzel – Isak Karlsson, Augusts far
- Irma Christenson – Alvida Nordström
- Gull Natorp – Johanna, Ericssons fruga
- Axel Högel – skräddare Nordström, Alvidas far
- Josua Bengtson – brevbärare Manuel
- Ingrid Östergren – Viola, Stockholmsflicka
- Stig Johanson – David, Nordströms dräng
- Bengt Logardt – tullvaktmästare Blomkvist
- Albin Erlandzon – skeppar Vestman
- Victor Haak – Kalle, gäst på bjudning
- Gideon Wahlberg – fjärsman
- Carl Hagman – tullförvaltare Blomkvist

## DVD
Filmen gavs ut på DVD 2011.